# Laurence Cottle
Laurence Cottle es un bajista, guitarrista y compositor galés.

## Carrera
Sus grabaciones como solista han estado enfocadas al jazz y al jazz-fusion, con lanzamientos notables como Five Seasons y Laurence Cottle Quintet Live entre otros. Tocó en el Alan Parsons Project en el disco Gaudi de 1987. Tiempo después fue contratado por la banda británica de heavy metal Black Sabbath para tocar el bajo en el álbum Headless Cross. Cottle escribió y tocó todas las secciones de bajo en el álbum, y además apareció en el video de la canción "Headless Cross", aunque nunca llegó a tocar en vivo con la agrupación.